# Merriweather Post Pavilion
《Merriweather Post Pavilion》는 미국 인디 록 밴드 애니멀 콜렉티브의 여덟 번째 앨범이다. 밴드가 발표한 앨범 중에서 가장 긴 재생시간을 가지고 있으며 앨범의 제목은 메릴랜드주에 있는 공연장에서 따왔다. 전작보다 팝 성향이 강해진 이 앨범은 미국 빌보트 차트 13위까지 올랐다. 멤버였던 조쉬 딥이 개인적인 사정으로 잠시 밴드를 쉬는 동안 3인조 형태로 발표한 앨범이기도 하다.
앨범 커버는 일본 심리학자 키타오카 아키요시가 제작한 착시 작품에 기반하고 있다.

## 트랙 리스트
전체 작사·작곡: 특별한 언급이 없는 한 애니멀 콜렉티브
| #             | 제목                                                                | 재생 시간 |
| ------------- | ------------------------------------------------------------------- | --------- |
| 1.            | 〈In the Flowers〉                                                  | 5:22      |
| 2.            | 〈My Girls〉                                                        | 5:40      |
| 3.            | 〈Also Frightened〉                                                 | 5:14      |
| 4.            | 〈Summertime Clothes〉                                              | 4:30      |
| 5.            | 〈Daily Routine〉                                                   | 5:46      |
| 6.            | 〈Bluish〉                                                          | 5:13      |
| 7.            | 〈Guys Eyes〉                                                       | 4:30      |
| 8.            | 〈Taste〉                                                           | 3:53      |
| 9.            | 〈Lion In a Coma〉 (애니멀 콜렉티브, 라소지 므팔레니 만퀸 마도시니) | 4:12      |
| 10.           | 〈No More Runnin〉                                                  | 4:23      |
| 11.           | 〈Brother Sport〉                                                   | 5:59      |
| 총 재생 시간: | 총 재생 시간:                                                       | 54:42     |